# 袁浴
袁浴，字新甫，山東海豐縣（今山東省無棣縣）人。清朝政治人物、進士出身。

## 生平
順治二年（1645年）舉乙酉科山東鄉試，順治三年（1646年）聯登丙戌科進士。授杭州府推官，后升任刑部主事，未赴任去世。